# Haarlemmerdijk

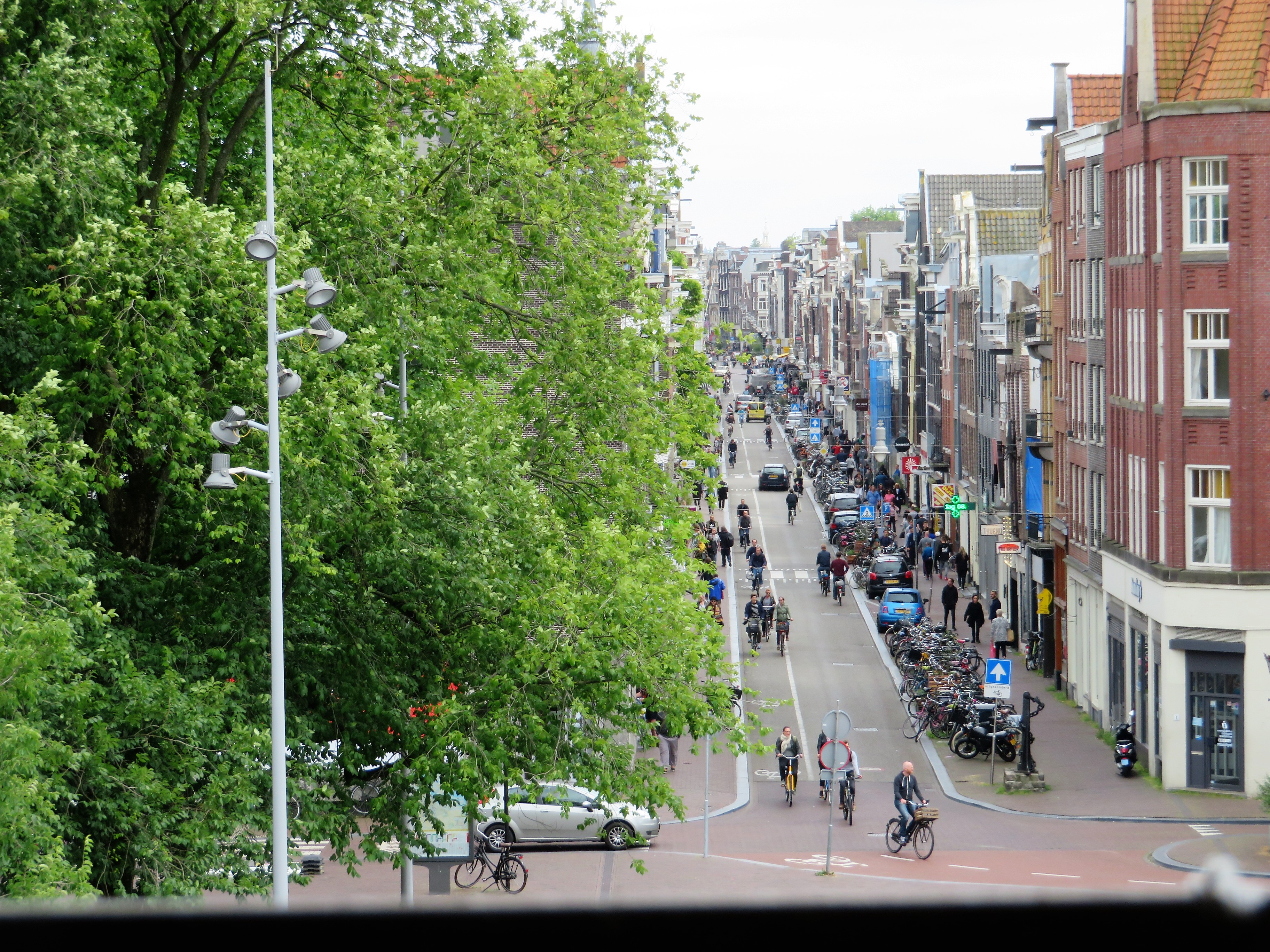
De Haarlemmerdijk gezien vanaf de Haarlemmerpoort

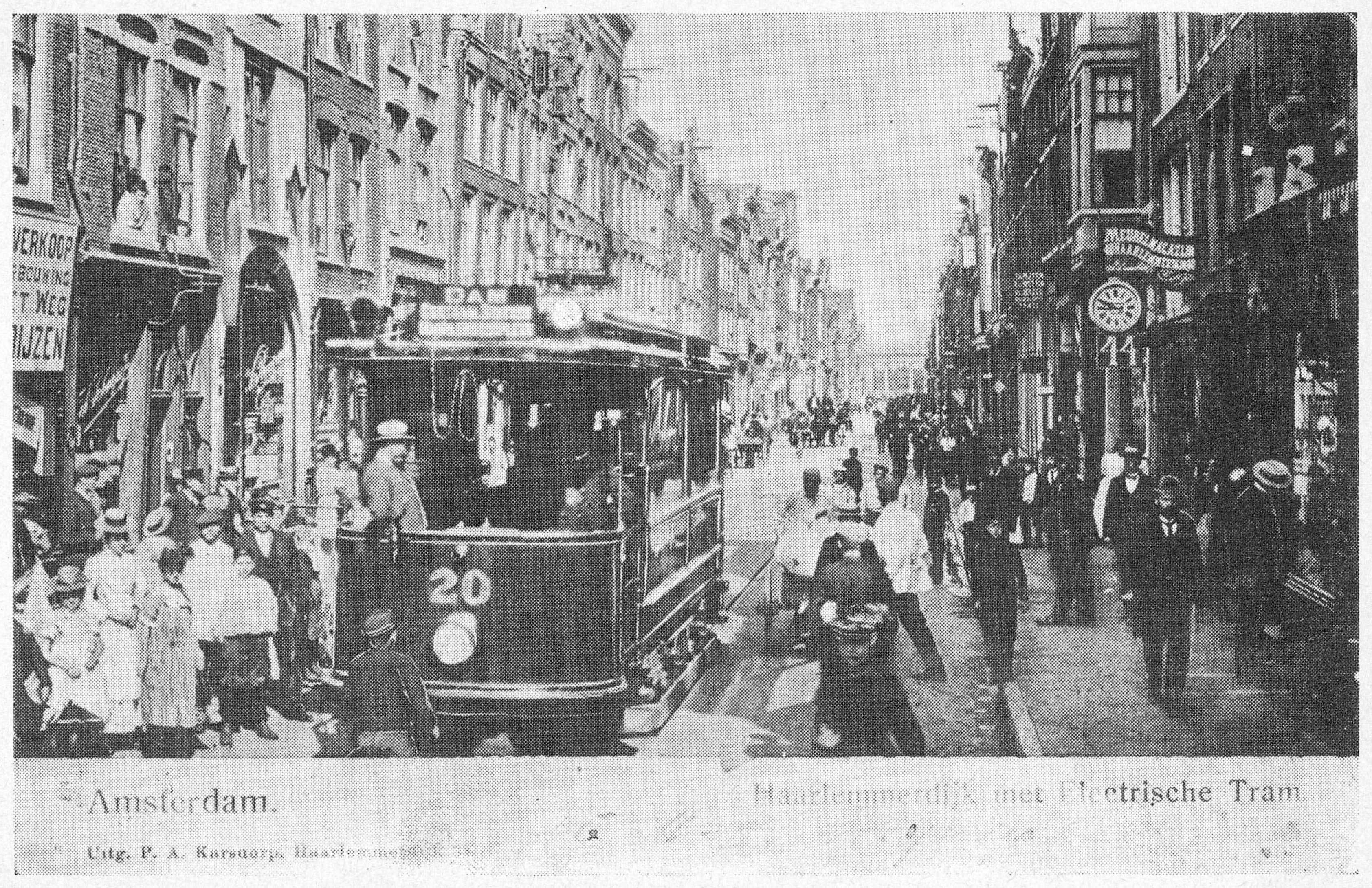
Tramlijn 5 met motorwagen 20 in de begindagen op de Haarlemmerdijk; 1902.

De Haarlemmerdijk is een Amsterdamse winkelstraat in het verlengde van de Haarlemmerstraat, evenwijdig tussen de Haarlemmer Houttuinen en de Brouwersgracht, tussen de Korte Prinsengracht en de Singelgracht.
De dijk is een bij de stadsuitbreiding van 1612 aangelegde  waterkering. De dijk verving het meest oostelijke deel van de Spaarndammerdijk, dat iets zuidelijker lag. De Haarlemmerdijk is de kern van de Haarlemmerbuurt. De ten noorden hiervan gelegen Haarlemmer Houttuinen, waren vroeger houtopslagplaatsen.

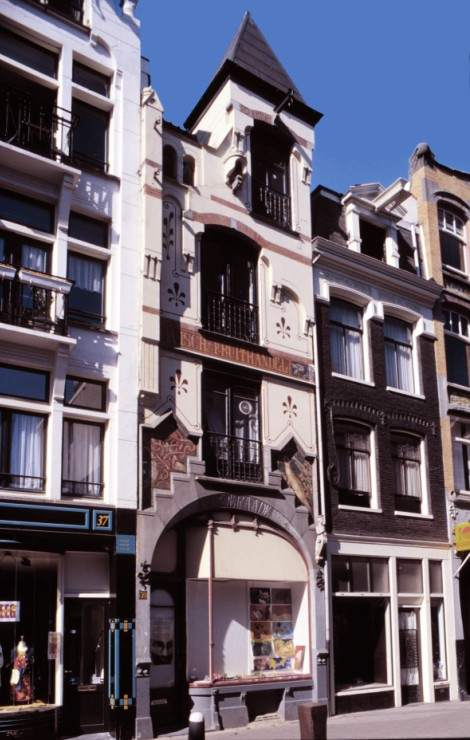
Haarlemmerdijk 39. Jugendstil-gevel van een in 1896 gebouwd winkelpand naar een ontwerp van F.M.J. Caron.

Ten westen van de Haarlemmerdijk, voorbij het Haarlemmerplein, wordt via de Haarlemmerweg de route naar Haarlem voortgezet.
Bioscoop The Movies is gevestigd aan de Haarlemmerdijk, bij het Haarlemmerplein.
De Haarlemmerdijk is een drukke winkelstraat. In 2012 werd de combinatie Haarlemmerstraat / Haarlemmerdijk verkozen tot 'leukste winkelstraat van Nederland'.
Tussen 1902 en 1955 reed door deze straat een tram van het Centraal Station naar het Haarlemmerplein en verder naar de Spaarndammerbuurt. Tot 1944 was dit lijn 5, vanaf 1945 lijn 12. In 1955 werd de lijn omgezet in een buslijn die in 1974 werd verlegd naar de nieuw aangelegde straat door de Haarlemmer Houttuinen. Sinds 1975 is deze lijn onderdeel van buslijn 22.
Er staan minstens vier gebouwen ontworpen door François Marie Joseph Caron aan de dijk: Haarlemmerdijk 37, Haarlemmerdijk 39, Haarlemmerdijk 43 en Haarlemmerdijk 99-101. Dat laatste gebouw werd in 1916/1917 gereed gemaakt voor het onderbrengen van een post- en telegraafkantoor. Curieus is het gebouw Haarlemmerdijk 140 in de stijl van de art nouveau maar komend uit circa 2010; art-nouveau-achtig is Haarlemmerdijk 128 uit 1913.